# National Lampoon's Adam & Eve
National Lampoon's Adam & Eve es una película de 2005 lanzada para la serie de National Lampoon. La película es dirigida por Jeff Kanew y es protagonizada por Cameron Douglas, Emmanuelle Chriqui, George Dzundza y otros. La película también conocida como Adam and Eve.

## Elenco
- Adam - Cameron Douglas
- Eve - Emmanuelle Chriqui
- Freddie - Chad Lindberg
- Freguson - Jake Hoffman
- Munch - Brian Klugman
- Billy - Branden Williams
- Patty - Courtney Peldon
- Sarah - China Jesusita Shavers
- Katie - Lisa Wilhoit
- Papá de Eve - George Dzundza